# Elena Alistar
Elena Alistar-Romanescu, née le 1er juin 1873 à Vasilivka et morte en 1955 à Pucioasa (Roumanie), est une femme politique moldave.

## Biographie
Lors de la législature 1917-1918, elle est la seule femme députée au Parlement, avec Nadejda Grinfeld.

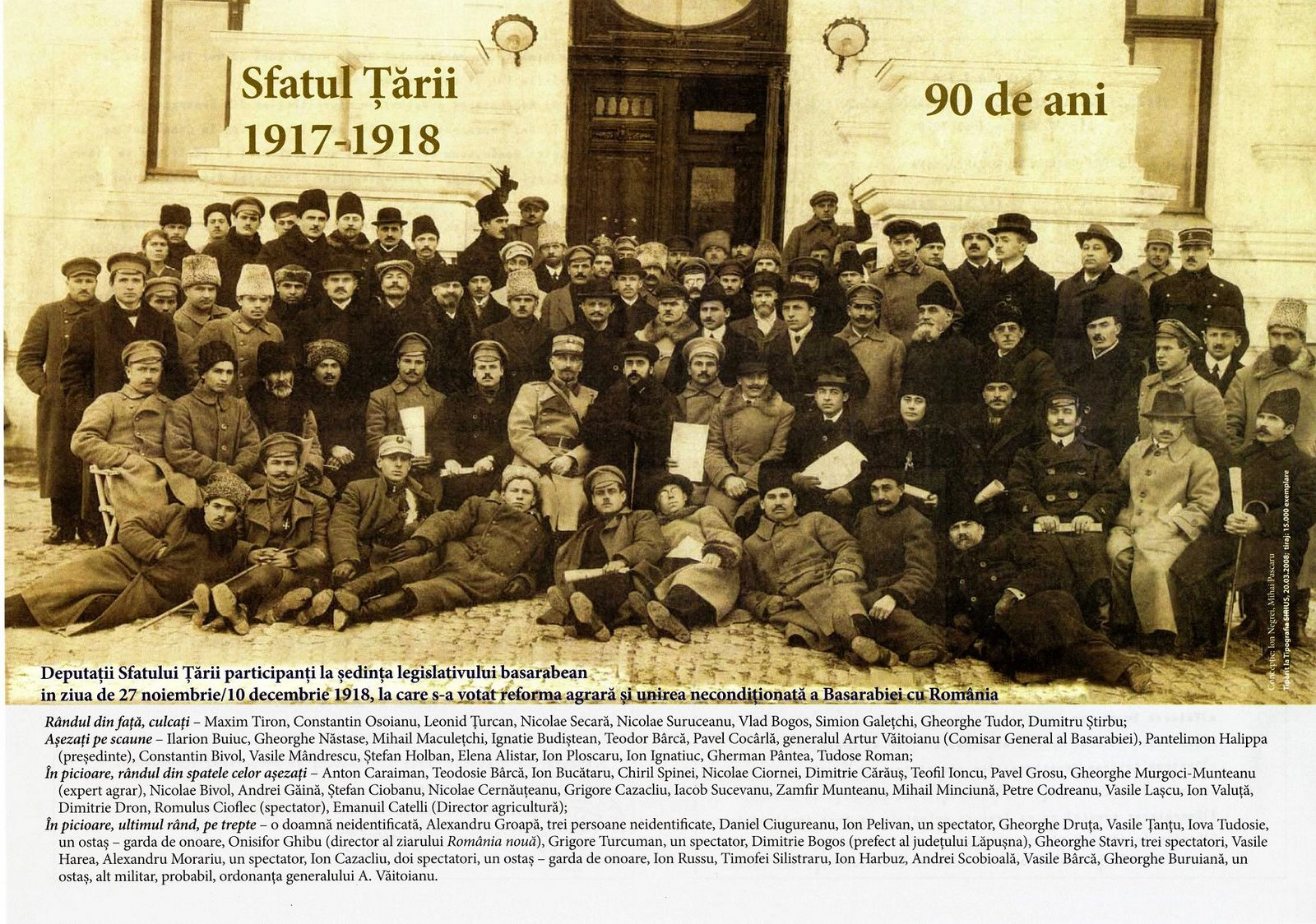
Le Palais Sfatul Țării le 10 décembre 1918 avec Gherman Pântea, Artur Văitoianu, Pantelimon Halippa, Elena Alistar, Daniel Ciugureanu.